# Kanton Le Buisson-de-Cadouin
Kanton Le Buisson-de-Cadouin (francouzsky Canton du Buisson-de-Cadouin) je francouzský kanton v departementu Dordogne v regionu Akvitánie. Tvoří ho osm obcí.

## Obce kantonu
- Alles-sur-Dordogne
- Badefols-sur-Dordogne
- Bouillac
- Le Buisson-de-Cadouin
- Calès
- Molières
- Pontours
- Urval